# Pierre Bouvier
Pierre Bouvier, född 9 maj 1979 i Montréal, Kanada, är en fransk-kanadensisk musiker. Han är sångare i bandet Simple Plan. Bouvier var tidigare sångare i bandet Reset som han startat som trettonåring med sin skolkamrat Chuck Comeau, men han hoppade av och den som tog över hans plats var Simple Plans nuvarande basist, David Desrosiers.
I Simple Plan är Bouvier tillsammans med Comeau den huvudsaklige låtskrivaren.
Före och delvis under sin musikkarriär jobbade Bouvier som kock på en grillrestaurang i sin hemstad Montréal i Kanada.